# Elsa Guillaume
Elsa Guillaume, née en 1989, est une artiste plasticienne française. 

## Biographie

### Jeunesse et formation
Née en 1989,, Elsa Guillaume est diplômée des Beaux-Arts de Paris, promotion 2013. 

### Parcours
Auparavant fascinée par les montagnes et les glaciers, elle débute la plongée en 2010. C'est à partir de cette première expérience qu'elle découvre l'océan et les abysses. 
Elle est intéressée par les thématiques liées à la mer, les océans, les cartes, les récits de voyage, les explorations et les œuvres de Louis Boutan, Jean Painlevé, Bill Viola ou encore par les gravures illustrant les ouvrages de Jules Verne.
En 2016, elle est sélectionnée pendant la COP21 pour participer à l'expédition scientifique menée dans l'océan Pacifique à bord de la goélette Tara sur laquelle elle est la première artiste à embarquer. Elle rejoint l'expédition à l'île de Pâques pour un mois jusqu'à son arrivée à Papeete. Pendant son voyage, elle prend des notes et dessine sur ses carnets afin de préparer son projet Coral Cosmography.

## Expositions
- 2018 : « Née de l'écume et des rêves » : dessin mural de 14 mètres et installation de trois grandes araignées de mer en porcelaine au musée d'art moderne André-Malraux[5],[7]

## Prix
- Prix Icart Artistik Rezo 2014[8]
- Prix COAL - Océan 2015[4],[9]

### Presse
- Christelle Granja, « Elsa Guillaume, c’est de l’art ou du poisson  ? », sur liberation.fr, 10 août 2021